# 巫师2：国王刺客
《巫师2：国王刺客》（中国大陆又译作）是一款由波兰游戏工作室CD Projekt RED为Microsoft Windows、Xbox 360、OS X和Linux平台开发的动作角色扮演游戏。国际版分别于2011年5月17日和2012年4月17日登陆Windows和Xbox 360平台。
本作是2007年《巫师》的续作，其与前作都改编自波兰奇幻小说作家安傑·薩普科夫斯基的《猎魔人》系列。游戏主角为利维亚的杰洛特，一位猎杀魔物的狩魔猎人。游戏中的幻想世界大多基于波兰历史和斯拉夫神话。
游戏在商业上获得成功。截至2012年5月，PC和Xbox 360版的销量超过170万。续作《巫师3：狂猎》已于2015年5月19日发布。